# Attentat de Beyrouth en octobre 2012
L'attentat de Beyrouth du 19 octobre 2012 est une attaque à la bombe qui a visé Wissam al-Hassan, un général de brigade des Forces libanaises de sécurité intérieure (ISF), et le chef de sa branche de l'information axée sur le renseignement. Ces deux personnes ont été tuées, ainsi que plusieurs autres personnes qui se trouvaient à l'endroit où a eu lieu l'attentat, qui a été réalisé par une voiture piégée dans le quartier Achrafieh de Beyrouth,. Le meurtre d'un haut responsable étroitement lié au camp anti-Assad au Liban a conduit à la spéculation immédiate que la Syrie ou ses alliés étaient à l'origine de l'attaque de Beyrouth. Al-Hassan a également mené l'enquête qui a impliqué la Syrie et son allié le Hezbollah dans le meurtre de l'ancien Premier ministre Rafiq Hariri. 
Selon un rapport paru dans Der Spiegel, le Hezbollah aurait pu participer à l'attaque contre Wissam al-Hassan dont la coopération avec le Tribunal spécial des Nations unies pour le Liban  avait fait de lui un ennemi juré du Parti. Le FBI a noté des similitudes avec l'assassinat d'Hariri, du fait des explosifs utilisés, de la planification et de l'exécution de l'attaque, et désigne le même groupe d'auteurs. 
Selon l'agence de presse nationale du Liban, on recense huit morts et 110 blessés dans l'explosion,, ce qui en fait l'attentat à la bombe le plus meurtrier de Beyrouth depuis 2008,,. 